# Mali hakerzy
Mali hakerzy / Zoomersi (dun. Zoomerne, 2009) – duński film familijny w reżyserii Christian E. Christiansena. Film w Polsce emitowany jest za pośrednictwem kanału TV Puls i od 22 kwietnia 2011 w ZigZap.

## Opis fabuły
Tim (Frederik Ludvig Mansa) od dłuższego czasu marzy aby znaleźć dziewczynę i móc z nią chodzić na randki. Alexander (Sophus Emil Løkkegaard) pragnie poprawić swoje stopnie w szkole. Obydwoje wpadli na pomysł, który pomoże zrealizować założone cele. Włamując się i kradnąc szpiegowskie kamery ze sklepu elektronicznego i montując je w szkole.

## Obsada
- Frederik Ludvig Mansa jako Tim
- Sophus Emil Løkkegaard jako Alexander
- Emilie Løvenstein Vegeberg jako Thea
- Simon Maagaard Holm jako Niels Degnsøe
- Josefine Hage Thomsen jako Emilie
- Julie Kofoed jako Lise
- Nadia Hartvig Ketner Fussing jako Sonja
- Signe Vaupel jako Ina
- Helle Dolleris jako Dorthe
- Per Linderoth jako Jacob
- Helene Egelund jako Pernille
- Teis Bayer jako Skoleinspektør